# Брчко (порт)
Порт Брчко расположен на реке Сава в городе Брчко, округ Брчко, Босния и Герцеговина. Это единственный речной порт, расположенный и в Боснии и Герцеговине, и в Республике Сербской.
Порт облегчает экспорт товаров с территории Республики Сербской и северной части Боснии и Герцеговины до основных рек Юго-Восточной Европы, таких как Дунай.
Порт управляется государственной компанией Лука Брчко д.о.о.

## История
Современный порт был построен в 1913 году и расширен в период с 1952 по 1962 год. Модернизация порта стала возможной благодаря строительству железной дороги Брчко-Бановичи сразу после Второй мировой войны.
Порт прекратил свою деятельность во время войны в Боснии и Герцеговине в начале 1990-х годов и после войны. Движение по реке Сава было невозможно из-за споров по поводу использования реки Сава и недавно образованной границы. Загрузка порта была полностью остановлена. Модернизация порта в рамках послевоенного восстановления Боснии и Герцеговины была профинансирована правительством Италии, которая подарила два крана для погрузки кораблей, поездов и танкеров.
Экономическое значение порта постепенно росло в 21 веке. Хотя порт был повреждён во время наводнения в 2014 году, ему удалось довести грузопоток до 100 000 тонн в год. Всего через два года, за первые шесть месяцев 2016 года, было отгружено 116 000 тонн товаров.
В 2016 году государство Босния и Герцеговина получило от России кредиты на расширение и развитие порта